# اوستاس گرنیر
اوستاس گرنیر از جنگجویان صلیبی، از اعضای اشراف و نایببالدوین یکم در زمان اسارتش بود. وی همزمان با نخستین جنگ صلیبی به همراه برادرانش عازم شرق شد  و در جریان فتح اورشلیم، نقش پررنگی را ایفا کرد. در سال ۱۱۱۰ در ازای خدماتش تیول صیدا و قیساریه به وی واگذار شد. وی پس از مرگ بالدوین، به عنوان یکی از گزینه‌های جانشینی وی بود اما سرانجام بالدوین دوم به مقام رسید. 